# ホワイトバランス

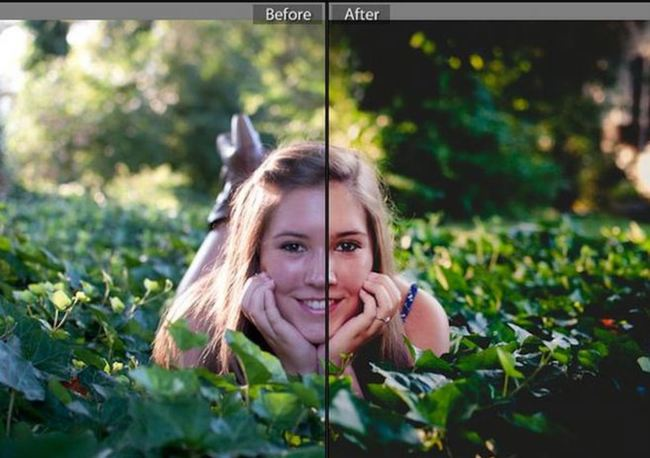
左がホワイトバランス前、右がホワイトバランス後

ホワイトバランス（英: White Balance, Color Balance）とは、テレビ受像機やデジタルカメラにおいて、色温度を調整することをいう。白いオブジェクト（紙や壁など）を表現した際に、青みや赤みがからないよう調整されることから、ホワイトバランスと呼ばれる。
要は、さまざまな色あいの光源のもとで、望ましい色調を再現できるよう補正することであり、赤-シアンをメインに調整がなされることが多い。

## 概要
まず、理想的なカラー写真を撮影できるカメラを想定する。そのカメラでは、実際の光景の光のパワースペクトルがそのまま再現される。しかしたとえば、白熱電球のような赤みがかった（色温度が低い）光源下や、逆に蛍光灯のような青みがかった（色温度が高い）光源下において、人間の視覚は、光源のために赤くあるいは青く見えていることを補正して、自然な色合いで対象を「見て」いる。
そのため、仮に光学的に理想的なカラー写真を撮影できたとしても、その写真は光源の影響で、「自然な」写真にはならない。これの調整がホワイトバランスである。「白 - グレー - 黒」の無彩色を無彩色に、また人間の肌色などといった人間の感覚が敏感な対象を自然に再現することが第一義だが、たとえば「真っ赤な夕焼け」を完全に補正して、白い物が白く写っている写真にしても普通は意味が無いわけで、そこは撮影者の意図によるものとなる。
銀塩写真の場合の具体例としては、普通のカラーフィルムは標準の処方で現像して、日中の太陽光（デイライト）のもとで撮影したものが自然な写りになるよう調整されている。このフィルムを使い、蛍光灯に照らされた被写体を撮ると緑色がかった不自然な色に写る。また白熱電球に照らされた被写体を撮ると、だいだい色がかった不自然な色に写る。リバーサルフィルムのように敏感な写真材料の場合は太陽光でも、曇天時や早朝にはフィルターで調整することがある。
ホワイトバランスに敏感である点は、デジタルカメラも同様である。そのため全てのデジタルカメラは、オートないしマニュアルのホワイトバランス調整機能を持っている。
以上の点は、動画（ビデオカメラ）でも同様だが、動画の場合は連続して調整する必要がある、という点が加わる。コマ撮り等の場合に顕著だが、1カットの短いシーン中に露出等と同じくフラフラ変動すると大変見辛いので、オート設定にせず色調整を固定すべきである。
2台以上のテレビカメラで収録または生放送をする場合は、カメラ間のホワイトバランスを統一しないと、切り替えの際に色温度が変わった映像が流れてしまい、見苦しい映像となるので、必ずホワイトバランスを統一する。また、テレビ番組の取材などの映像を注意して見ていると、外から屋内に入ったり、白熱電球から蛍光灯に光源が変わった時にバランスを切り替えたのがわかることがある。

## 厳密に正確な色再現
フィルムカメラで厳密に撮影する場合は、カラーメーターによって色温度を測定し、その色温度に適した色補正用フィルターを装着したり、特殊なフィルム（タングステンタイプなど）をもちいて撮影している。アーカイブ目的の場合はカラーチャートを一緒に写し込む場合もある。デジタルカメラではカメラに内蔵されている機能で補正が可能なため、色補正の機材の準備や手間がかからない。これは、フィルムカメラによる撮影と比べて大きなメリットである。

## ホワイトバランス機能の種類
ホワイトバランス機能には、だいたい以下のような種類がある。上位機になるほど、手動操作が可能になり機能が多い傾向がある。
オート
撮影対象の光源の状況を、画像エンジンが自動で判断し、適正な色状態を再現する。略称はAWB。撮影場面によっては補正が足りない、あるいは過剰補正となる場合も多々ある。そもそも、万能なオートホワイトバランスというものは存在せず、カメラ毎にメーカーの開発部門の設計思想を反映していると思しき「癖」が存在している。
プリセット（等。ニコン他「プリセット」の語をこの機能ではなく次に説明する機能に使っているメーカーもある）
晴天時や曇天時・電球光・蛍光灯・エレクトロニックフラッシュ光などごとの、あらかじめ用意されている設定から選択する。
プリセットホワイトバランス（ニコン・ペンタックス）・マニュアルホワイトバランス（キヤノン）・プリセットカスタムホワイトバランス（フジフイルム）・ワンタッチホワイトバランス（オリンパス）・カスタムホワイトバランス（ソニー・シグマ）・ホワイトセット（パナソニック）・ワンプッシュホワイトバランス
色基準（純粋な白色もしくはグレー。白紙を使うのが簡単だが、撮影機材では露出確認用の18パーセントグレーが兼用される）となる被写体を撮影者が用意し、それをカメラに測定させ、それを基準とする。
色温度指定
色温度を直接、あるいはスライドバー操作などでマニュアル入力する。
ホワイトバランス補正
露出補正と同様、オートあるいは前述の測定によるバランスから、マニュアルで補正・調整するもの。たとえば、夕日の写真を撮る際に正常なホワイトバランスでは赤みがうまく表現できない場合、赤系に補正して赤みを強調させる、といった効果を出すことができる。
ホワイトバランスブラケティング
オートブラケット機構の1つで、オートバランスや設定値から、青系・赤系and/or緑系・赤紫系で前後何段階かシフトさせ同時に（あるいは連続して）撮影する。
以上は撮影時の設定だが、いわゆるRAW画像データが取得可能な場合、いわゆるRAWデータ現像時にも、ホワイトバランス調整が可能である（ないし、調整が必要である）。